# Bejo (rappeur)
Pour les articles homonymes, voir Bejo.
Bejo, de son vrai nom Borja Jiménez Mérida (né le 14 mars 1994 à Santa Cruz de Tenerife), est un rappeur espagnol.

## Biographie
C'est en 2006 qu'il commence à écrire des chansons. En 2012, il est nommé, avec Don Patricio et Jorge Pérez Quintero, au Goya de la meilleure chanson originale pour le morceau Nuestra playa eres tú du film Maktub. En 2014, il forme le groupe musical Locoplaya, avec Don Patricio et Uge Fernández. En 2017, il publie Hipi Hapa Vacilanduki, son premier album studio, avec lequel il commence à avoir plus d'impact,. En 2018, il sort son deuxième album studio, intitulé Parafernalio, qui mêle des rythmes enlevés à des paroles plus intimes.

## Discographie

### Albums studio
- 2017 : Hipi Hapa Vacilanduki
- 2018 : Parafernalio
- 2019 : Piedra Pómez
- 2020 : Chachichacho

### Albums collaboratifs
- 2017 : Tripi hapa (avec Cookin' Soul)
- 2017 : El Tobogán (avec Cráneo / Sloth Brite)

### EP
- 2014 : FundaMental
- 2016 : Pírdula
- 2023 : La vida  en cholas

### Singles notables
- 2017 : El Ventilador
- 2018 : Poco
- 2018 : Helarte
- 2018 : Sirope (feat. Akapellah)
- 2018 : Perogrullo
- 2018 : Tupperware
- 2022 : La Florinata
- 2022 : La Retahíla
- 2024 : Tokyo